# Tremellia australis
Tremellia australis är en insektsart som beskrevs av Lucien Chopard 1951. Tremellia australis ingår i släktet Tremellia och familjen syrsor. Inga underarter finns listade i Catalogue of Life.